# Polyechinus agulhensis
Polyechinus agulhensis is een zee-egel uit de familie Echinidae.
De wetenschappelijke naam van de soort werd in 1905 gepubliceerd door Ludwig Döderlein.